# Телеграма на Цимерман
Телеграмата на Цимерман (на немски: Zimmermann-Depesche) е секретен дипломатически документ на външното министерство на Германия от януари 1917 година, който предлага военен съюз с Мексико, в случай на влизане на Съединените щати в Първата световна война. Тя предвижда предоставянето на Тексас, Аризона и Ню Мексико на Мексико, в случай че САЩ влезе във войната.
Телеграмата е заловена от разузнаването на Великобритания и нейното публикуване предизвиква шумен скандал в Съединените щати, особено след като германският външен министър Артур Цимерман признава нейната автентичност. Това допринася за американската намеса във войната. Дешифрирането на телеграмата се счита за най-големия разузнавателен успех на Великобритания през Първата световна война, както и един от първите случаи, когато радиоелектронното разузнаване е повлияло на световните събития.
Мексиканският президент Венустиано Каранса назначава военна комисия, която да оцени приложимостта на връщането на бившите мексикански територии, предложено от Германия. Генералите му заключват, че такъв ход би бил нежелателен, тъй като Мексико е в състояние на гражданска война, американската армия е по-голяма, а асимилирането на англоговорещото население би било трудоемка задача.